# بضع اللفافة
بَضْعُ اللُّفافةِ (بالإنجليزية: Fasciotomy) هو إجراء جراحي لقطع اللفافة بهدف تخفيف الضغط لعلاج الخسارة الناتجة من نقص الدورة الدموية إلى منطقة من الأنسجة أو العضلات. فبضع اللفافة هو عملية إنقاذ للطرف عندما تُستخدم لعلاج متلازمة المقصورة الحادة بمجردالتشخيص السريري لها. كما أنها تُستخدم في بعض الأحيان لعلاج متلازمة المقصورة الإجهادية المزمنة. تكون نسبة نجاح العملية عالية جدًا، مع أحد المضاعفات الأكثر شيوعًا وهي الإصابة العَرَضيّة للعَصَب القريب.
تنتج متلازمة الحيز من زيادة ضغط الأنسجة الخلالية والطبيعة غير المرنة لِلُّفافة والهيكل العظمي، مما يشكل حيز لفافي.
يتكون بضع اللفافة من واحد أو أكثر من الشقوق في اللفافة ويظل هو الطريقة الفعالة الوحيدة لعلاج متلازمة المقصورة الحادة.
تعتمد مضاعفات متلازمة الحيز على أهمية التشخيص في الوقت المناسب والاشتباه السريري. إذ يمكن أن يتأثر التوصيل العصبي سلبًا بعد ساعتين من نقص التروية. ومع ذلك، إذا تم تشخيص متلازمة المقصورة ومعالجتها في غضون 6 ساعات من بدايتها، فإنه من غير المرجح حدوث الضعف الوظيفي.

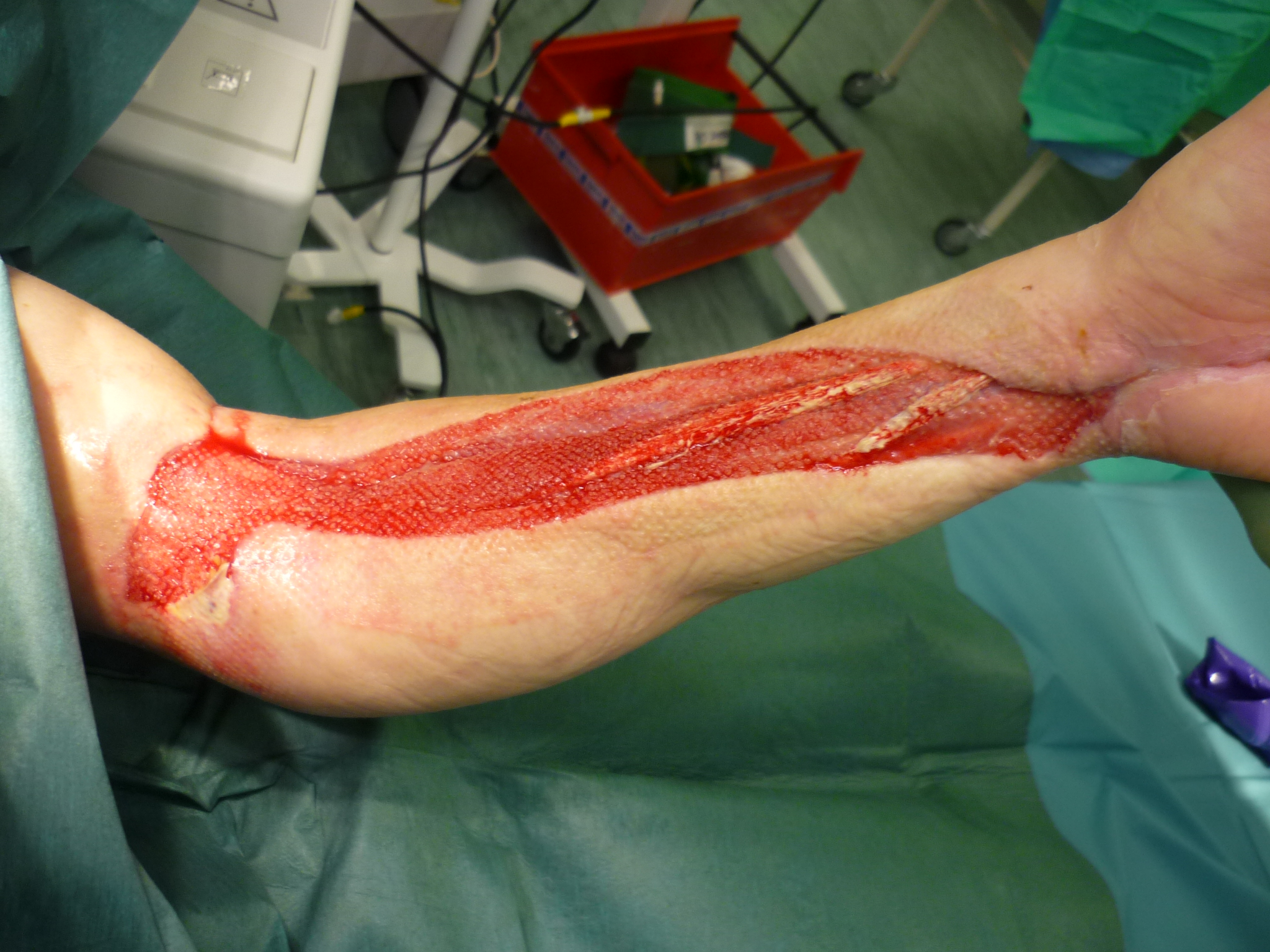
بَضْعُ لفافةِ السَّاعد قبل ترقيعِ الجلد.

## دواعي العملية
متلازمة المقصورة هي أحد دواعي بضع اللفافة. وللتدخل الجراحي في متلازمة المقصورة الحادة، يتم التقرير استنادًا على الحالة السريرية للمريض، فمن العلامات والأعراض:
- الألم غير المتناسب مع النتائج السريرية
- الشعور بألم عند بَسْط لافاعل للعضلات المَعنيّة
- ألم عند ملامسة الحيز المتضرر
- زيادة الضغط داخل الحيز

يعكس اختفاء النبض من الطرف إصابة كبيرة في الوعاء الدموي أو كإشارة لحالة متأخرة جدًا من متلازمة المقصورة، بينما قد لا يحدث على الإطلاق رغم الضغوط المرتفعة المطولة.
تلعب الفحوص السريرية ومراقبة الضغط داخل الحيز دورًا أكثر أهمية في التشخيص في المرضى الذين لا يستطيعون التعبير عن الألم.
ولاتوجد قيمة محددة لنقطة الضغط التي ينبغي عندها القيام ببضع اللفافة، لكن القيمة المذكورة عادةً هي وصول الضغط داخل الحيز إلى 30 ملم زئبق.
ومن الحالات المُرجَّح حاجتها لبضع اللفافة:
- إصابات السحق[5]
- الرياضيين المصابين أو لديهم تأثيرات خطرة لإصابات
- الحروق الشديدة
- الأشخاص الذين يعانون من زيادة الوزن بشدة

## العملية

### تحضيرات العملية
التخدير:
يختلف اتخاذ قرار التخدير بناء على الحالة التي تحدث فيها متلازمة المقصورة وبضع اللفافة. عادة ما يتم التخدير العام عندما يسمح وضع الحالة، أو التخدير الموضعي.
المعدات:
- قفازات معقمة
- كامشات الأنسجة الرخوة
- مشرط
- مقصات تشريح
- كاوية كهربائية
- ضمادات ضخمة

### التقنية
بمجرد الإشارة إلى إجراء العملية للمريض، تكون الخطوة الأولى دائمًا هي الحصول على موافقته. ويجب أن تكون المناطق المُتضمَّنة في هذا الإجراء مُجهّزة ومعقمة أيضًا. يتم عمل شق في الجلد، وتُزال منطقة صغيرة من اللفافة ليكون أفضل في تخفيف الضغط. هناك مواضع وطرق مختلفة لإجراء العملية منها:
- بضع لفافة الساق - تقنية فتح شقين
- بضع لفافة الساق - تقنية فاتح شق واحد
- بضع لفافة الساعد - تقنية الشق الظهري أو البطني
- بضع لفافة اليد - تقنية الشق الظهري أو البطني
- بضع لفافة الفخذ
- يُجرى بضع اللفافة الأخمصية بالمنظار. يقوم الطبيب بعمل اثنين من الشقوق الصغيرة على جانبي الكعب. يتم إدخال المنظار في شق واحد لتوجيه الطبيب، وإدخال سكين صغير في الآخر. يُزال جزء مناللفافة بالقرب من الكعب. ثم تُغلَق الشقوق.

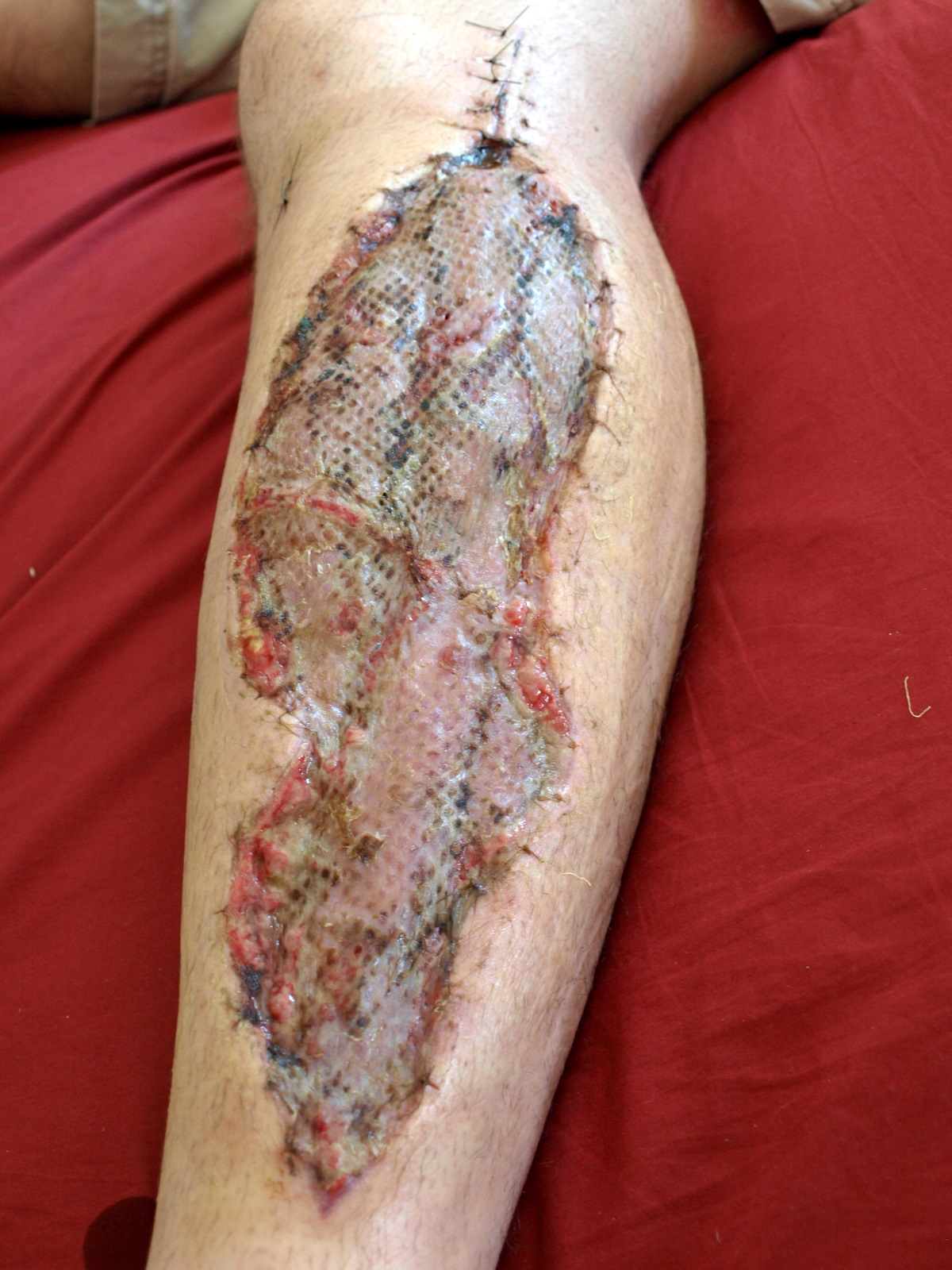
يُغطَّى الجرح برُقْعة من الجلد بمجرَّد تخفيف الضغط.

### الإجراءات اللاحقة
رفع الطرف المتضرر لمدة 24-48 ساعة بعد الجراحة.
إذا حدث نخر العضلات، فيجب العودة إلى غرفة العمليات لاستئصال العضلات النخرية.
إغلاق الجلد الأساسي عند اختفاء التورم. وإذا لا يمكن تأديته في غضون 5 أيام، يتم استخدام رقعة جلدية.
خياطة الجرح أو إزالة التيلة والقيام بفحص الجرح بعد العملية الجراحية.

## موانع إجراء العملية
يحظر القيام ببضع اللفافة عندما يتم تشخيص متلازمة المقصورة في وقت متأخر. إذ أن القيام ببضع اللفافة بعد 3-4 أيام بعد حدوث متلازمة المقصورة يمكن أن يؤدي إلى العدوى والفشل الكلوي في في حالة العضلة النخرية.

## المضاعفات
يمكن أن يؤدي التأخير في إجراء العملية إلى مضاعفات وعائية عصبية أو الحاجة إلى بتر الطرف. يمكن أن تشمل المضاعفات أيضًا تشكيل ندب بعد العملية. وقد تؤدي سماكة الندوب الجراحية إلى فقدان حركة المفصل المتضرر. يتم معالجته من خلال العلاج المهني أو الطبيعي.